# Mistrzostwa Świata w Narciarstwie Klasycznym 1938
Mistrzostwa Świata w Narciarstwie Klasycznym 1938 miały miejsce w dniach 24 – 28 lutego 1938 w fińskim Lahti. Impreza ta już po raz drugi odwiedziła to miasto, po mistrzostwach w 1926.

## Biegi narciarskie
W biegu na 18 km wystartowało 188 zawodników. Tylko jeden uczestnik go nie ukończył. W biegu na 50 km uczestniczyło natomiast 99 biegaczy. Bieg ukończyło 62 uczestników.
| Konkurencja        | Data           | Złoto                                                                          | Srebro                                                                | Brąz                                                                     |
| ------------------ | -------------- | ------------------------------------------------------------------------------ | --------------------------------------------------------------------- | ------------------------------------------------------------------------ |
| 18 km              | 25 lutego 1938 | Pauli Pitkänen                                                                 | Alfred Dahlqvist                                                      | Kalle Jalkanen                                                           |
| 50 km              | 27 lutego 1938 | Kalle Jalkanen                                                                 | Alvar Rantalahti                                                      | Lars Bergendahl                                                          |
| Sztafeta 4 × 10 km | 28 lutego 1938 | Finlandia Jussi Kurikkala · Martti Lauronen · Pauli Pitkänen · Klaes Karppinen | Norwegia Ragnar Ringstad · Olav Økern · Arne Larsen · Lars Bergendahl | Szwecja Sven Hansson · Donald Johansson · Sigurd Nilsson · Martin Matsbo |

## Kombinacja norweska
| Konkurencja         | Data           | Złoto            | Srebro         | Brąz             |
| ------------------- | -------------- | ---------------- | -------------- | ---------------- |
| Zawody indywidualne | 24 lutego 1938 | Olaf Hoffsbakken | John Westbergh | Hans Vinjarengen |

## Skoki narciarskie
| Konkurencja                   | Data           | Złoto        | Srebro             | Brąz         |
| ----------------------------- | -------------- | ------------ | ------------------ | ------------ |
| Duża skocznia – indywidualnie | 27 lutego 1938 | Asbjørn Ruud | Stanisław Marusarz | Hilmar Myhra |

Srebrny medal Marusarza był pierwszym medalem wywalczonym przez reprezentanta Polski w mistrzostwach świata w narciarstwie. Polak uzyskał dłuższe odległości w obu seriach niż Asbjørn Ruud, przegrał jednak notami sędziów.

## Klasyfikacja medalowa
| Pozycja | Państwo   | Złoto | Srebro | Brąz | Razem |
| ------- | --------- | ----- | ------ | ---- | ----- |
| 1       | Finlandia | 3     | 1      | 1    | 5     |
| 2       | Norwegia  | 2     | 1      | 3    | 6     |
| 3       | Szwecja   | 0     | 2      | 1    | 3     |
| 4       | Polska    | 0     | 1      | 0    | 1     |